# Directory Access Protocol
DAP (Directory Access Protocol) es un estándar dentro de las redes de ordenadores que ha sido promulgado por la ITU-T y por la ISO en 1998 para el acceso de un servicio de directorio X.500.
Se pretendía que DAP fuese utilizado por los ordenadores clientes, pero no tuvo popularidad debido la poca disponibilidad de implementaciones completas del modelo OSI para ser ejecutadas con el hardware y sistemas operativos de los ordenadores personales de la época.

## Operaciones básicas
Se adaptaron para NDS (Novell Directory Services) y para LDAP (Internet Lightweight Directory Access Protocol).
- Enlazar (Bind)
- Leer (Read)
- Listar (List)
- Buscar (Search)
- Comparar (Compare)
- Modificar (Modify)
- Crear (Add)
- Borrar (Delete)
- Modificar RDN (ModifyRDN)

Las especificaciones de DAP se encuentra en X.511.
- Datos: Q2299531